# Davit Chaloyan
Davit Chaloyan (en armenio: Դավիթ Չալոյան; Guiumri, 30 de septiembre de 1997) es un deportista armenio que compite en boxeo.
Ganó una medalla de plata en el Campeonato Mundial de Boxeo Aficionado de 2021, en la categoría de +92 kg.
Fue el abanderado de Armenia en la ceremonia de apertura de los Juegos Olímpicos de París 2024 junto con la nadadora Varsenik Manucharian.

## Palmarés internacional
| Campeonato Mundial | Campeonato Mundial | Campeonato Mundial | Campeonato Mundial |
| Año                | Lugar              | Medalla            | Categoría          |
| ------------------ | ------------------ | ------------------ | ------------------ |
| 2021               | Belgrado (Serbia)  | Medalla de plata   | +92 kg             |